# جمع و تألیف قرآن
جمع و تألیف قرآن به شکل زمان حاضر در یک زمان انجام نشده و این کار به دست افراد و گروه‌های مختلف صورت گرفته‌است. البته برخی معتقدند قرآن در زمان محمد و با نظارت وی جمع‌آوری شده، هر چند او شخصاً قرآن را ننوشته، یا جمع‌آوری آیات را انجام نداده‌است. اینان معتقدند که ثبت آیات در سوره‌های مختلف توقیفی است و با دستور محمد صورت گرفته‌است و باید تبعیت کرد هر چند لازمه حفظ همه قرآن ترتیب فعلی آن نیست. برخی هم بر این باورند که قرآن بعد از مرگ محمد توسط صحابه‌اش جمع‌آوری شده‌است.
نظریاتی دربارهٔ چگونگی جمع قرآن وجود دارد که برخی می‌گویند زید بن ثابت، و بعضی می‌گویند چهار نفر یعنی أبی، معاذ بن جبل، ابو زید و زید بن ثابت البخاری، محمد بن اسماعیل، و بعضی دیگر قائل به جمع‌آوری آن توسط علی بن ابی طالب هستند

## مصحف علی بن ابی طالب
بعد از درگذشت محمد، علی بن ابی طالب شروع به جمع قرآن کرد؛ که در آن ترتیب دقیق آیات و سور بر طبق نزول بود یعنی مکی پیش از مدنی آمده بود و در این مصحف قرائت آیات طبق قرائت محمد ثبت شده بود و شامل تنزیل و تاویل بود که مورد قبول برخی از سران گروه که در دوره ابوبکر بودند واقع نشد